# 法 (佛教)
法（dharma，dhamma），音譯為曇無、曇摩、曇(省稱)、達磨、達摩、䭾摩，意為軌持、可軌、軌則、自性等。佛教把世間所有事物和現象所遵循的軌則，稱爲「世間法」，與之相對的是超出世間、無煩惱染著的「出世間法」。依照因緣而出現、變化及消失的是「有為法」，與之相對的是「無為法」。諸漏（煩惱）隨順增長，繫縛眾生於世間的是「有漏法」，與之相對的是「無漏法」。所有法的集合為「一切法」。作為佛教法寶的正法，則按教、理、行、果加以區分，教即經教，理即義理，行即修行，果即果位。

## 語源
法的梵文字根來自dha-，意思為持、保持、任持不失，印順法師在《初期大乘佛教之起源與發展》說：「法——達磨dharma，是眾生的歸依處，是佛引導人類趣向的理想與目標。自覺自證的內容，不是一般所能說明的、思辯的，而要從實行中去體現的。為了化導眾生，不能沒有名字，釋尊就用印度固有的術語──達磨來代表。」

### 文字寫法
在古典梵語，法的拼法是dharma，而在普拉克里特諸語言（古印度俗語）和巴利語中則拼作dhamma。阿育王詔書的古石刻文書中，其婆羅米體寫為𑀥𑀁𑀫（dhaṃma），佉盧體（從右往左）寫作𐨢𐨿𐨪𐨨（dhrama），並在坎達哈雙語岩石銘文將之譯為古希臘語的eusebeia（εὐσέβεια，虔誠、靈性的成熟、恭敬神明）和亞蘭語的qšyṭʾ（קשיטא，真理、真實）。佛教傳至中國後，漢語音譯為曇無、曇摩、達磨、達摩、達麼，對譯為「法」。藏語對譯為ཆོས（威利轉寫：chos）。

## 概論
「法」源自古印度哲學，《俱舍論》釋為「能持自相」（又作「自性」、「自體」，此脈絡中的「自相」等同於「自性」、「自體」），例如色法以「變壞」、「質礙」為性，能保持這樣的性質，故名為色法。
《成唯識論》釋「法」為「軌持」，其註釋解作：「軌」為「軌範」、「軌則」，可生「物解」（軌生物解、軌生他解），「持」為任持自性（或作住持自性），意思是由保持一定的體性（任持自性），顯現出事物與事物的差別，引發對事物的認識，了了分明，不會錯認（軌生物解）。
另一種解釋，將「軌範」、「軌則」解釋為：心可依循的模範、準則，這個模範、準則或指為佛陀所說之佛理、教法，或指為辨彰行法之儀（辨別明白包含律儀在內的修行儀則、軌式。）。
《大乘義章》卷11將「法」區別為五種：一、教法，三藏十二部經。二、世諦（世俗諦）自體。三、真諦（勝義諦）自體。四、因行（因位之修行）自體及因中起行之軌，如六度、三十七道品等。五、果德（果位之功德）自體。卷10分五種：教法、世諦和真諦併為理法、因行易名助道法、果德分作涅槃法和化用法。卷9分三種：教法、理法、行法，果德併入行法。
《大乘法苑義林章》卷6區別「法」為四種：一、教，音聲、名、句、文身。二、理，二諦、四諦等理。三、行，三乘因位聖者所起自他二利諸行。四、果，三乘無學斷煩惱、所知二障所得二種轉依果。
若按《大明三藏法數》的簡要解釋，教即經教，理即性理，行即行業，果即果位。
據《佛法僧義廣論》，《俱舍論》的「教法」、「證法」可開展為「教、理、行、果」四種差別。教法的教典中，即包含理法；從理起行，乃可證得諸法實相，所以證法含攝了行法、果法。
「法」其他的用法，還有：
- 指六根之意根的對境，即六境或六塵之「法境」或「法塵」（viṣaya）。在十二處謂「法處」（āyatana），在十八界謂「法界」（dhātu）。
- 因明用語：性質、屬性之意。因明論式的「宗」（命題）是由主詞與賓詞組成，其主詞稱為「有法」（梵 dharmin），意思是具有dharma的事物，賓詞則稱為「法」（梵 dharma），表示事物所存有的某個性質、屬性[12][13]。

## 比較宗教學

### 特殊的説法
一些認為佛教、基督教及伊斯蘭教的思想都能使人獲得解脫的佛學家聲稱佛教教義中的法相當於一神論宗教教義中的惟一真神，在佛教教義中，無處不在的法是眾生行事時所應該依照的準則，並且使眾生因自己的言行而獲得相應的果報，法也是世間的構成要素之一，而且其包攝三界；在基督教及伊斯蘭教等一些宗教的教義中，無所不在的惟一真神主宰一切並給予萬民適當的獎罰，祂也是萬物的造創者，萬物亦在其內存在，故此這些佛學家聲稱兩者在不少方面上扮演相似的角色，他們也聲稱這些宗教各自的部份價值觀之間有相通之處。
印傳佛教教典《大悲經》宣稱所有世間皆由業力所生，業與法咊合一事使眾生出現。《大悲經》把業及法提升至本源的地位，如同創物主一樣，這是其他教典不曾提及的説法。
然而，也有觀點認為比起一神論中的神這個概念，法這個概念更加接近理神論中的神這個概念，理神論認為神與自然法則是相同的。根據這一觀點，由於一神論中的神是人格化的，有屬於自己的意志，而且其與萬物相分離，又能夠干涉萬物的運作，同時不會受制於它們，而法及理神論中的神都是非人格化的，沒有屬於自己的意志，而且其不是與萬物相分離的，並且與其同生同滅，因此這一觀點認為法不應該被等同於被認為超然於萬物之上的造物主。